# Luci Furi Medul·lí Fus (tribú)
Luci Furi Medul·lí Fus (en llatí Lucius Furius Sp. F. Medullinus Fusus) va ser un magistrat romà. Era fill d'Espuri Furi Medul·lí Fus, que va ser cònsol l'any 464 aC. Formava part de la gens Fúria i era de la branca dels Medul·lí, d'origen patrici. Va ser pare de Luci Furi Medul·lí, d'Espuri Furi Medul·lí i de Marc Furi Camil.
Va ser tribú amb potestat consular tres vegades: la primera l'any 432 aC, la segona el 425 aC i per darrera vegada el 420 aC.